# 贾延孔达姆
贾延孔达姆（Jayankondam），是印度泰米尔纳德邦Ariyalur县的一个城镇。总人口31268（2001年）。

## 人口
该地2001年总人口31268人，其中男性15544人，女性15724人；0—6岁人口3572人，其中男1782人，女1790人；识字率69.19%，其中男性为76.82%，女性为61.65%。